# 트리니타이트

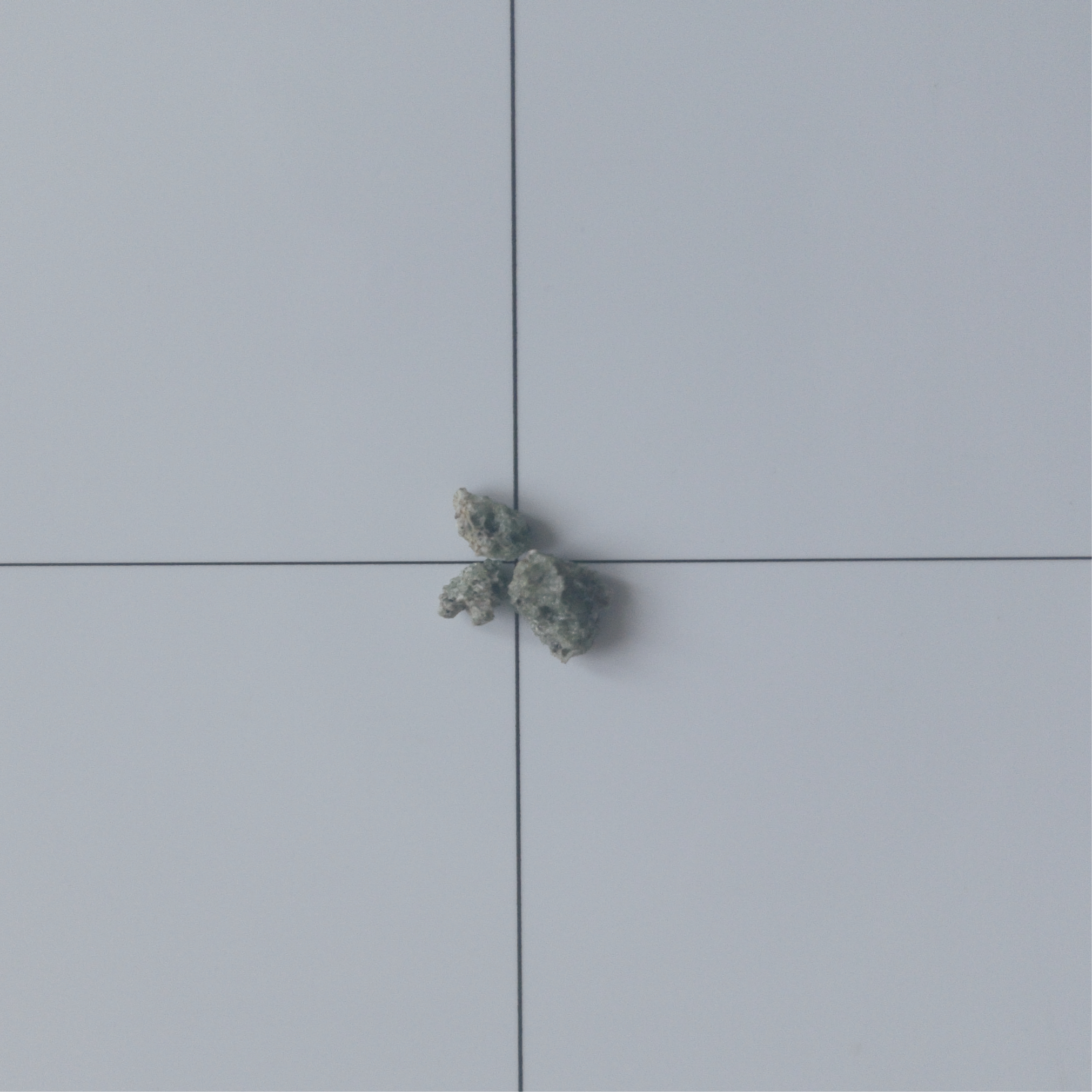
트리니타이트, 약 1cm 크기

트리니타이트(Trinitite)는 1945년 7월 16일 플루토늄기반의 인류 최초의 핵실험인 트리니티 핵실험으로 인해 만들어진 텍타이트로 핵폭발에 의해 형성되었다. 1948년 학계(American Mineralogist)에 처음 알려지게 되었다.
보통 연한 초록색이나, 빨간색 트리니타이트가 폭발 장소의 한 구획에서 발견되기도 하였으며, 또한 검은 트리니타이트도 존재한다. 아직도 트리니타이트는 방사능을 띠고 있지만, 다루는데는 지장이 없다.
아직도 트리니티 실험장에서 트리니타이트를 찾아볼 수 있지만, 대다수의 트리니타이트는 당시 미국 에너지 위원회, 현 미국 에너지부가 1953년 구덩이와 더불어 묻어버렸다.

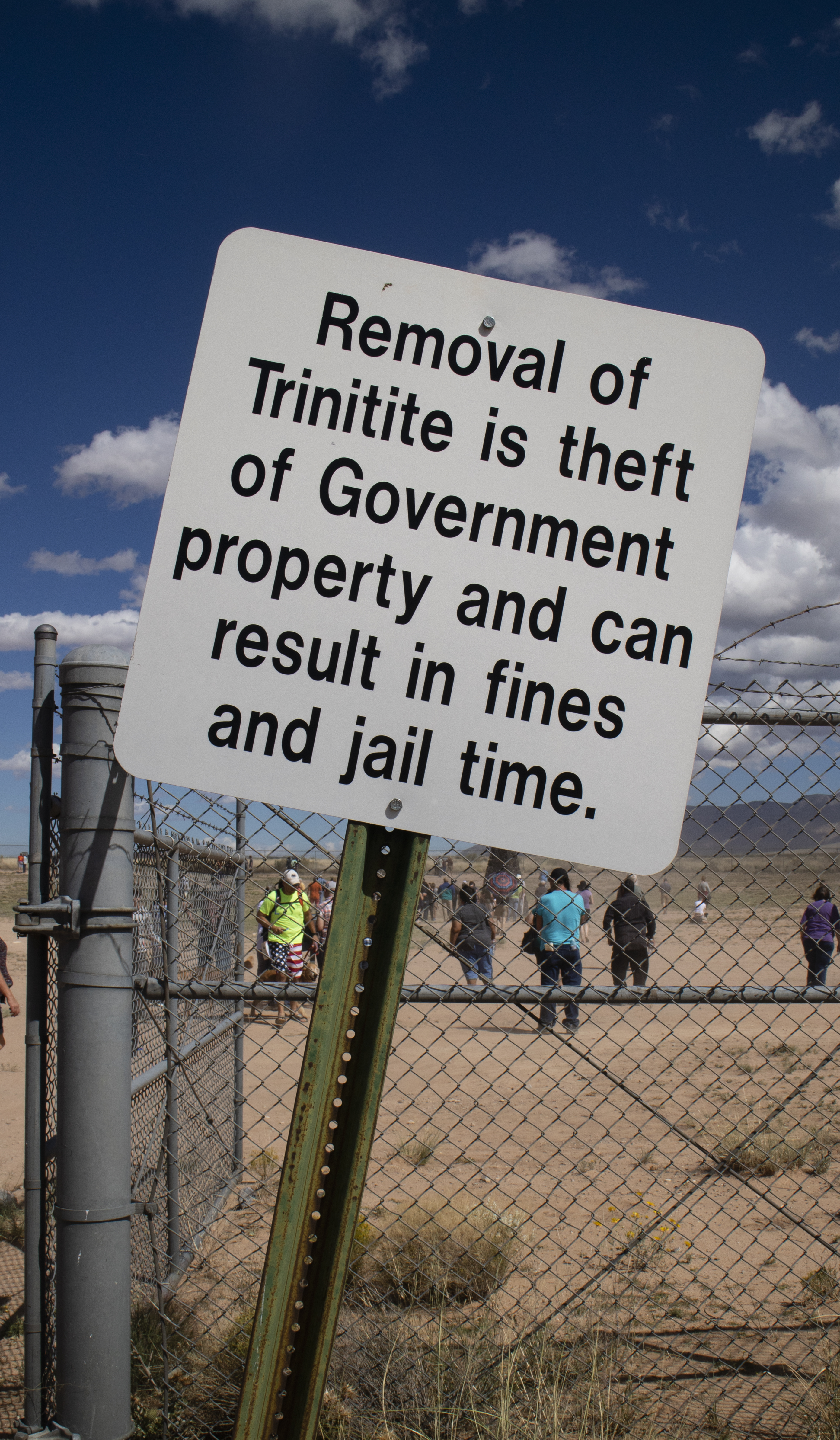
연방 정부의 트리니타이트를 가져가는 것에 대한 경고 표지

트리니타이트는 현재 실험장에서 가져가는 건 불법이지만, 금지되기 전 개인이 가져간 물건에 대해서는 불법이 아니다. 물론 가짜 트리니타이트도 판매되고 있으나, 트리니타이트의 진위를 가리기 위해서는 과학적인 분석이 필요하다.
2021년 SETI 연구소에서는 외계인을 위한 '치명적인 위협'과 '생존전략'등을 담은 라이브러리를 만들면서 트리니타이트를 라이브러리에 들어갈 품목으로 선정하였다.

## 같이 보기
- 노심용융물
- 이코사헤드라이트
- 텍타이트